# Grootebroek
Grootebroek (Westfries: Groôtebroek) is een dorp in de gemeente Stede Broec, in de regio West-Friesland, in de provincie Noord-Holland. Het dorp kende in 2023 9.575 inwoners.
Grootebroek vormde samen met Lutjebroek tot 1 januari 1979 de zelfstandige gemeente Grootebroek. De bebouwing van Grootebroek is volledig samengesmolten met die van Bovenkarspel en Lutjebroek, zodat de dorpen in feite één woonkern vormen. Op de grens met Bovenkarspel ligt het winkelcentrum Streekhof, dat een regionale functie heeft. Net aan de andere kant van de grens in Bovenkarspel ligt het treinstation Bovenkarspel-Grootebroek.

## Geschiedenis

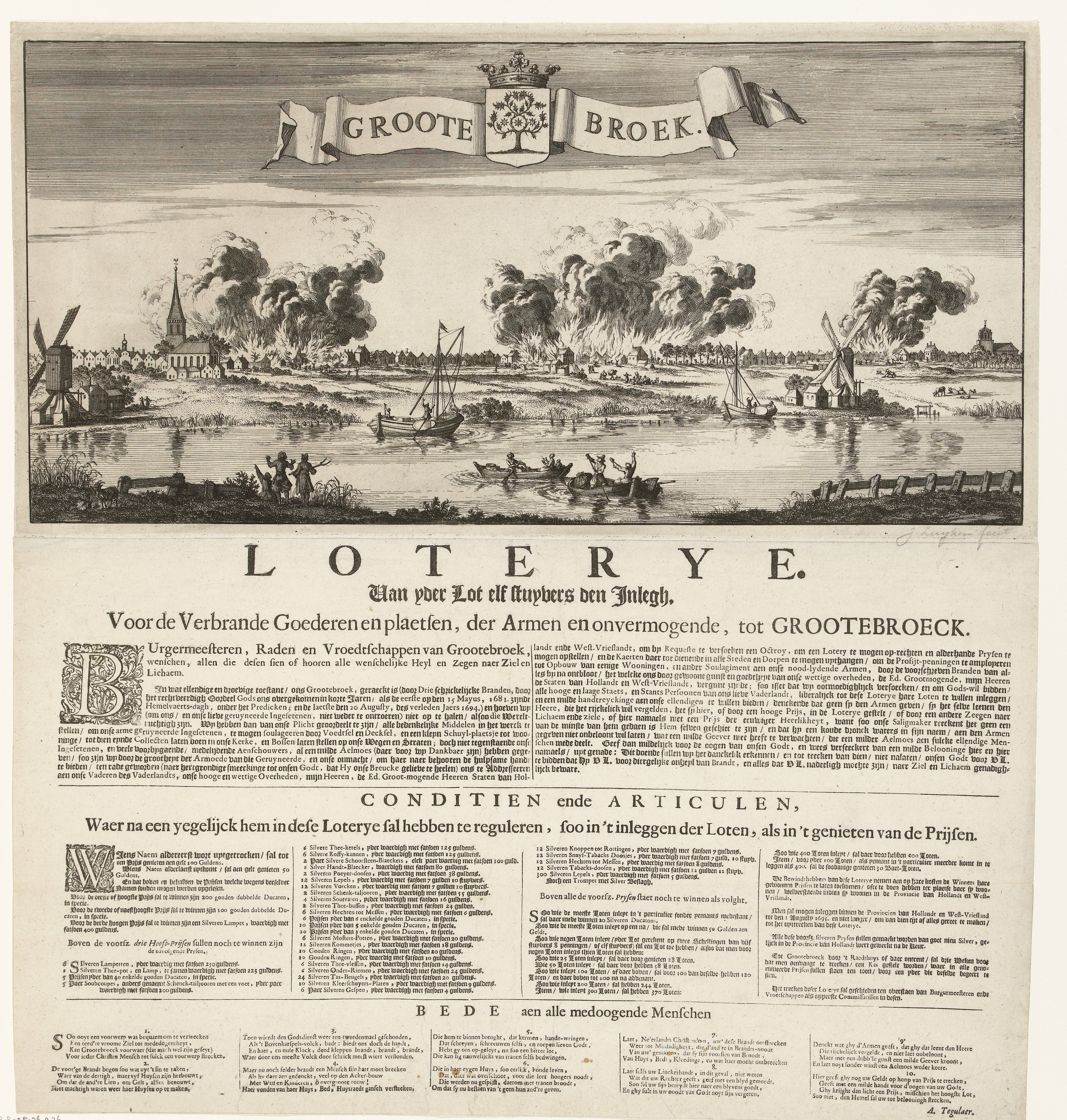
Loterijprent voor de loterij gehouden voor de slachtoffers van de brand Grootebroek op 20 augustus 1694 (Jan Luyken).

De geschiedenis van Grootebroek is sterk gekoppeld aan die van het naastgelegen Lutjebroek. De namen Grootebroek en Lutjebroek (lutje = klein) verwijzen naar de grootte van de kernen en de ligging in een broek. Beide dorpen zijn ontstaan aan een (Middeleeuwse) kleine dijk, lopende van Hoorn tot Enkhuizen, genaamd de Streek. De dijk kruist een grote zandrug bij Bovenkarspel en een kleinere bij Hoogkarspel, waarbij het lage gebied daartussen lager en natter was dan de omgeving.
Deze zandruggen zijn ontstaan zo'n 5000 jaar gelegen als getijdengeulen in open verbinding met de Noordzee. Deze verbinding sluit geleidelijk totdat het in de bronstijd mogelijk wordt voor bewoning. Zo zijn er onder andere drie grafheuvels gevonden bij Grootebroek. Een van deze grafheuvels ligt apart van de andere twee en bevindt zich binnen de bebouwde kom van het dorp. Deze grafheuvel ligt op de hoek van de straten Inlaat en Overstort. Na de bronstijd wordt het gebied te nat voor bewoning, en wordt het gebied via veenvorming bedekt met een veenlaag.
In de tweede helft van de 12e eeuw wordt de bovengenoemde dijk als ontginningsas aangelegd. Het grondgebied van het dorp, de banne, liep van de Wijzend in het zuiden tot aan de Omringdijk in het noorden, begrenst met de bannen Bovenkarspel in het oosten en Lutjebroek in het westen. De benaming 'Grootebroek' komt voor het eerst voor omstreeks 1250 in een bul van paus Innocentius. Er woonden in 1250 zo'n 250 inwoners.
In 1364 kregen Grootebroek en Bovenkarspel gezamenlijk stadsrechten onder de naam Broek. In later jaren werd vrijwel uitsluitend van de stede Grootebroek gesproken. In 1402 kwamen ook Lutjebroek en Horn onder de stede te vallen en een jaar later ook Hoogkarspel. Uit een akte van 2 maart 1424 van Jan van Beieren blijkt dat Grootebroek over een schutterij beschikte. Ook wordt er in Grootebroek een klooster gesticht, het Sint-Elisabethklooster. Na de Reformatie gaat het klooster over in protestantse handen en verandert het in een weeshuis.
Grootebroek kende tussen het einde van de 17e eeuw en halverwege de 18e eeuw twee dorpsbranden. In 1694 gingen 40 huizen verloren aan de brand. Deze huizen waren allen gelegen aan de huidige Zesstedenweg. Nog geen 60 jaar later was het opnieuw raak. Toen werd de helft van de bebouwing verwoest en moesten de bewoners een collecte houden in De Streek om alles weer op te kunnen bouwen. Dertien jaar later zou het naastgelegen Lutjebroek getroffen worden door een dorpsbrand.
Tijdens de periode dat de stede in 1807 werd opgedeeld in diverse gemeenten en de stad in 1825 na enkele meningsverschillen was ontbonden, verviel Grootebroek, dat ondertussen samen met Lutjebroek de gemeente Grootebroek vormde, in armoede. Dit kwam deels doordat de inkomsten van de inwoners vooral moesten komen van aardappelen, die toen uit de gratie waren gevallen door de aardappelziekte. Aardappelen werden toen vooral gegeten door de armen en gebruikt als veevoer. Het aantal hectares dat geteeld kon worden in de gemeente wisselde ook te veel en men had moeite met de distributie buiten de Streek zelf.
Pas toen in 1885 de spoorlijn tussen Zaandam en Enkhuizen gereed kwam, verminderde de economische malaise en groeide de tuinbouw langzaam. Na de oprichting van "Veiling de Tuinbouw" bloeide het gebied zelfs enorm op. Hierdoor ging de levensstandaard van de bevolking omhoog. Een indicatie hiervan is de oprichting van diverse coöperatieve banken in het begin van de twintigste eeuw. De huidige Rabobank Westfriesland-Oost is daar het overblijfsel van.
De groei van de gemeente Grootebroek werd gestuit door de crisis van de jaren dertig van de twintigste eeuw en de daarop volgende Tweede Wereldoorlog. Na die oorlog bloeide de gemeente langzaam weer op, maar de echte bloei kwam toen de gemeente, samen met de gemeenten Hoogkarspel en Bovenkarspel, als (tijdelijke) groeikern werd aangeduid om bevolking uit de Randstad op te vangen. Grootebroek werd daarmee groter en groeide aan de nieuwbouw van Bovenkarspel vast. Daarom werd tijdens gemeentelijke herindeling aan het eind van de jaren zeventig besloten de gemeenten Grootebroek en Bovenkarspel samen te voegen. Zo ontstond de gemeente Stede Broec.
In de jaren 90 kreeg de gemeente opnieuw toestemming om uit te breiden en zo werd Grootebroek nogmaals vergroot. De laatste toevoeging is de ruimtelijke wijk genaamd Oosterweed, die ten noorden van de oude kern van Grootebroek ligt.
Het dorp telt twee kerken: De Oude Kerk uit 1848 en de rooms-katholieke Johannes de Doperkerk uit 1926.

## Bekende personen uit Grootebroek
- Jacob Jansz. Reus (1630-1665), kapitein van VOC-schip de Maarsseveen
- Jan Pieterszoon Reus (1593-1623), zeevaarder
- Johannes Fredericus van Hengel (1811-1892), arts
- Trudy van den Berg (1947), zangeres van Saskia & Serge
- Klaas Vriend (1952-2019), schaatser
- Ed Groot (1957), journalist, columnist en politicus
- Frank de Boer (1970), voetballer en voetbaltrainer
- Ronald de Boer (1970), voetballer en voetbaltrainer